# (4010) Nikolʹskij
(4010) Nikolʹskij (1977 QJ2) – planetoida z pasa głównego asteroid okrążająca Słońce w ciągu 4,07 lat w średniej odległości 2,55 j.a. Odkryta 21 sierpnia 1977 roku.